# Слюсар Ігор Васильович
Ігор Васильович Слюсар (22 травня 1989, м. Київ, СРСР) — український хокеїст, нападник. Виступає за ХК Кривбас (Кривий Ріг) в Українській хокейній лізі.
Виступав за СДЮШОР «Сокіл-89» (Київ), «Беркут» (Бровари), «Барс» (Броварський район), «Сокіл» (Київ), Компаньйон-Нафтогаз.
У складі національної збірної України провів 2 матчі. У складі молодіжної збірної України учасник чемпіонатів світу 2008 (дивізіон I) і 2009 (дивізіон I). У складі юніорської збірної України учасник чемпіонатів світу 2006 (дивізіон I) і 2007 (дивізіон I). 
Досягнення
- Чемпіон України (2009, 2010).